# 38

## Події
- Правління імператора Калігули в Римі.
- Консули Риму Марк Аквіла Юліан і Гай Цестій Галл.
- Боспорський трон успадкував Мітрідат III, але Калігула передав його Полемону I.
- Ірод Антипа втратив посаду тетрарха Галілеї під час зустрічі з Калігулою, за якої просив собі титулу царя.
- Святий Стахій став першим Константинопольським патріархом.
- Протиєврейські Александрійські заворушення.

## Померли
- Рескупорід I Аспург — перший боспорський цар з династії Аспургів
- Артабан II — цар царів Парфії з династії Аршакідів.
- Рескупорід I Аспург — цар Боспорського царства.